# Гаррінгтон (Делавер)
Гаррінгтон (англ. Harrington) — місто (англ. city) в окрузі Кент штату Делавер США. Населення — 3774 особи (2020).

## Географія
Гаррінгтон розташований за координатами 38°55′28″ пн. ш. 75°34′10″ зх. д. / 38.92444° пн. ш. 75.56944° зх. д. (38.924462, -75.569546).  За даними Бюро перепису населення США в 2010 році місто мало площу 7,13 км², з яких 7,12 км² — суходіл та 0,02 км² — водойми.

## Демографія
Згідно з переписом 2010 року, у місті мешкали 3562 особи в 1389 домогосподарствах у складі 883 родин. Густота населення становила 499 осіб/км².  Було 1527 помешкань (214/км²).
Расовий склад населення:
| - 68,7 % — білих - 23,3 % — чорних або афроамериканців - 0,8 % — азіатів - 0,6 % — корінних американців - 0,1 % — вихідців з тихоокеанських островів - 2,2 % — осіб інших рас |

До двох чи більше рас належало 4,3 %. Частка іспаномовних становила 5,1 % від усіх жителів.
За віковим діапазоном населення розподілялося таким чином: 28,3 % — особи молодші 18 років, 59,4 % — особи у віці 18—64 років, 12,3 % — особи у віці 65 років та старші. Медіана віку мешканця становила 33,0 року. На 100 осіб жіночої статі у місті припадало 82,9 чоловіків;  на 100 жінок у віці від 18 років та старших — 76,9 чоловіків також старших 18 років.
Середній дохід на одне домашнє господарство  становив 46 496 доларів США (медіана — 37 321), а середній дохід на одну сім'ю — 48 771 долар (медіана — 34 620). Медіана доходів становила 42 865 доларів для чоловіків та 27 024 долари для жінок. За межею бідності перебувало 20,8 % осіб, у тому числі 27,5 % дітей у віці до 18 років та 6,2 % осіб у віці 65 років та старших.
Цивільне працевлаштоване населення становило 1606 осіб. Основні галузі зайнятості: роздрібна торгівля — 20,0 %, мистецтво, розваги та відпочинок — 17,1 %, освіта, охорона здоров'я та соціальна допомога — 16,9 %.